# Serrazes
Serrazes es una freguesia portuguesa situada en el municipio de São Pedro do Sul. Según el censo de 2021, tiene una población de 890 habitantes.